# Oroz-Betelu
Oroz-Betelu (cooficialmente en euskera: Orotz-Betelu) es un municipio español de la Comunidad Foral de Navarra, situado en la merindad de Sangüesa, en la comarca de Auñamendi y a 45,5 km de la capital de la comunidad, Pamplona. Su población en 2024 fue de 143 habitantes (INE).
El municipio está compuesto por dos lugares habitados: Olaldea y Oroz Betelu. Su gentilicio es oroztarra, tanto en masculino como en femenino.

## Símbolos
El escudo de armas del lugar de Oroz-Betelu tiene el siguiente blasón:

Trae de gules y dos palmas de oro cruzadas en sotuer.

Las palmas simbolizan la fidelidad en el cumplimiento del deber y proceden de la parroquia de San Adrián donde figuraba grabado en su retablo. Fue adoptado en el año 1845 al separarse valle de Arce y hasta esa fecha uso el escudo de ese valle.

## Geografía
La localidad de Oroz-Betelu está situada en la parte Norte de la Comunidad Foral de Navarra, dentro de la región geográfica de la Montaña de Navarra, la comarca geográfica de los Valle Pirenaicos Centrales; y a una altitud de 599 m s. n. m. Su término municipal tiene una superficie de 23,46 km² y limita al norte con el municipio de Garralda, al este con el de Garayoa; y al Sur y Oeste con el de Arce.
La localidad se encuentra entre montañas, destacando el robledal existente ya que es uno de los bosques de mayor interés en Europa y el más importante de toda la península ibérica en su especie. El árbol que predomina es el roble albar, aunque se trata de un bosque mixto en el que se puede encontrar también otras especies como hayas, abedules, castaños, cerezos silvestres y un abundante sotobosque de boj.

## Demografía
Oroz-Betelu cuenta con una población de 143 habitantes (INE 2024).
| Gráfica de evolución demográfica de Oroz-Betelu entre 1857 y 2021 |
| |
| Población de derecho según los censos de población del INE Población de hecho según los censos de población del INEEn estos censos se denominaba Oroz-Betelu: 1842, 1857, 1860, 1877, 1887, 1897, 1900, 1910, 1920, 1930, 1940, 1950, 1960, 1970, 1981, 1991 y 2001 |

La evolución de la población desde 1900 fue inicialmente ascendente hasta el censo de 1910 que alcanzó el máximo de 894 habitantes a partir del cual ha ido descendiendo progresivamente.

## Administración y política

### Gobierno municipal
Oroz Betelu conforma un municipio el cual está gobernado por un ayuntamiento de gestión democrática desde 1979, formado por 5 miembros elegidos en las elecciones municipales según está dispuesto en la Ley Orgánica del Régimen Electoral General. La sede del consistorio está situada en la calle Plaza Urabayen, n.º 1, piso 1.º de la localidad de Oroz-Betelu.
En las 2011 con un censo de 166 electores, participaron un total de 99 votantes (40,36%) lo que da una abstención de 67 (40,36%). De los votos emitidos 5 fueron nulos (5,05%) y 4 fueron en blanco (4,26%). La única formación que concurrió en los comicios fue Urrizkain que obtuvo 79 votos (84,04% de los votos válidos) y los 5 concejales con que cuenta el consistorio.
En la sesión constitutiva que tuvo lugar el 11 de junio fue reelegida como alcaldesa Miren Ainhoa Mendía Orradre. 
| Partido político | 2011  | 2011  | 2011       | 2007            | 2007 | 2007       |
| Partido político | Votos | %     | Concejales | Votos           | %    | Concejales |
| Urrizkain]]      | 79    | 84,04 | 5          | Listas abiertas | -    | 5          |

| Mandato    | Nombre del alcalde          | Partido político |
| ---------- | --------------------------- | ---------------- |
| 1979-1983  |                             |                  |
| 1983-1987  |                             |                  |
| 1987-1991  |                             |                  |
| 1991-1995  |                             |                  |
| 1995-1999  |                             |                  |
| 1999-2003  |                             |                  |
| 2003-2007  |                             |                  |
| 2007-2011  | Miren Ainhoa Mendía Orradre | Urrizkain        |
| 2011- 2016 | Miren Ainhoa Mendía Orradre | Urrizkain        |
| 2016 -2023 | Javier Larrea Reta          | Berraburu        |

### Organización territorial
El municipio se divide en las siguientes entidades de población, según el nomenclátor de población publicado por el INE (Instituto Nacional de Estadística). Los datos de población se refieren a 2014
| Entidad de Población | Población (2014) |
| -------------------- | ---------------- |
| Olaldea              | 39               |
| Oroz-Betelu          | 117              |

## Fiestas
De las fiesta y eventos que tienen lugar en Oroz-Betelu se podrían destacar:
- Las fiestas pequeñas (txikis) se celebran en honor del patrón del pueblo, San Adrián, el 16 de junio.
- Las fiestas grandes se celebtan el primer fin de semana de agosto y duran cinco días, desde el viernes hasta el martes, ambos inclusive.

Además, se realiza la romería a la Virgen de Roncesvalles junto con los habitantes del valle de Arce el segundo fin de semana de mayo, dando continuidad a una larga tradición.

## Personas destacadas
Es la localidad natal de una pintora, Karle Garmendia, pionera en una época donde no era habitual mujeres dedicadas a ello.